# Quiteron
Un quiteron es un dispositivo electrónico que funciona como un interruptor superconductor de tres terminales desarrollado  como un sustituto de los transistores tradicionales en los circuitos integrados. 
Fue propuesto por Sadeg Faris, entonces trabajando para IBM, en 1982,  y es distinto de la unión Josephson superconductiva. Las características del quiteron son unos muy bajos requerimientos de energía de conmutación y unos tiempos de conmutación extremadamente rápidos, del orden de 10−12 s. Trabaja sobre principios del túnel cuántico mediante la inyección de cuasiparticulas a través de dos finas capas aislantes que separan las tres capas superconductoras. En 2009, el quiteron todavía no ha encontrado un uso práctico significativo. 